# Life Volley Milano
Il Life Volley Milano è stata una società pallavolistica femminile italiana con sede a Milano.

## Storia
Il Life Volley Milano viene fondato nel 2007 con a capo il presidente Enzo Russiello: grazie all'acquisto del titolo sportivo dallo Start Volley Arzano la squadra partecipa al campionato di Serie A2 a partire dalla stagione 2007-08, raggiungendo poi le semifinali nei play-off promozione; lo stesso risultato sarà raggiunto anche al termine dell'annata successiva, oltre all'eliminazione in semifinale nella Coppa Italia di Serie A2. Al termine del campionato 2008-09, la società si ritira, terminando ogni tipo di attività.